# Neith Regio
Neith Regio  è una caratteristica di albedo della superficie di Marte.